# Eupithecia corralensis
Eupithecia corralensis är en fjärilsart som beskrevs av Butler 1882. Eupithecia corralensis ingår i släktet Eupithecia och familjen mätare. Inga underarter finns listade i Catalogue of Life.